# Anton Bruder
Anton Bruder (11. června 1898 Ústí nad Labem - 17. února 1983 Glinde u Hamburku) byl český grafik a malíř německé národnosti.

## Život
Po absolvování střední školy v Ústí nad Labem studoval v letech 1917-19 na pražské Akademii u prof. Franze Thiele a poté pět let (1919-24) na drážďanské Akademii výtvarných umění (Akademie der bildenden Künste) u prof. Emanuela Hegenbartha.
V roce 1921 zde působil ve skupině Die Schaffenden (profesionálové) a roku 1922 obdržel cenu drážďanské Akademie. Seznámil se s Oskarem Kokoschkou a byl ovlivněn skupinou Die Brücke. V roce 1924 se vrátil z Drážďan do Prahy, kde měl monografickou výstavu v Galerii André a poté byl krátce zapsaný i v grafickém ateliéru u Augusta Brömseho na pražské Akademii, aby zde složil učitelskou zkoušku a mohl učit výtvarné obory na střední škole.
V letech 1925–1927 tvořil v Ostravě, kde se stal zakládajícím členem Vereinigung deutscher bildender Künstler in der tschechoslowakischen Republik (Böhmen und Mähren) „Kunstring“. 
Od roku 1927 žil ve Znojmě, kde byl zaměstnán jako středoškolský profesor kreslení. Byl členem Junge Kunst a poté vystavoval pravidelně s Prager Secession a také téměř každoročně v brněnském Künstlerhausu jako člen Vereinigung deutscher bildender Künstler Mährens und Schlesiens „Scholle“.
V roce 1945 jako příslušník Wehrmachtu padl do ruského zajetí a následně byl odsunut do Rakouska a značná část jeho díla se ztratila. Ve Vídni začínal jako projektant.
Roku 1949 se přestěhoval do univerzitního města Aschaffenburg v Německu, kde pak pracoval jako učitel výtvarné výchovy na Friedrich-Dessauer gymnáziu. Roku 1957 mu město udělilo uměleckou cenu.
Od roku 1961 byl Anton Bruder umělec na volné noze a v roce 1962 byl spoluzakladatelem výtvarné skupiny "Kontakt" v Aschaffenburgu. Poté žil u své dcery ve Schwürbitz a o deset let později v Glinde poblíž Hamburku, kde zemřel 17. února 1983.
V roce 1994 vyšla jeho monografie.

## Dílo
Bruder užívá expresivní barevnost (Červené tenisové hřiště , 1925, Vlastní portrét, 1970).
Maloval portréty (Matka a dítě, 1927, Národní galerie v Praze) a zátiší (Kavárenský stolek, 1929). Během studií a po návratu do Československa se Bruder věnoval krajinám a městským scenériím (Pohled na Drážďany, 1922). V sérii obrazů z třicátých let zobrazil Znojmo (Kapucínský klášter ve Znojmě, 1933, Muzeum Znojmo, Znojmo v zimě, nedatováno) a vesnice v okolí Znojma (Vesnice v březnu, 1932, Národní galerie v Praze) a jejich život.

### Zastoupení ve sbírkách
- Národní galerie v Praze
- Städtische Galerie der modernen Kunst München
- Museum Aschaffenburg
- Städtische Gemäldegalerie Worms
- Ostdeutsche Galerie, Regensburg
- Kunst-Sign. der Weste, Coburg
- Jihomoravské muzeum ve Znojmě

### Publikace
- Alexander BRUCHLOS – Elwine ROTFUSS-STEIN – Brigitte SCHAD, Anton Bruder – Malerei, Zeichnung, Graphik 1921-1982, Forum Aschaffenburg, Neustadt a. d. Aisch 1994.
- Habánová A (ed.), 2013, Mladí lvi v kleci, OG Liberec, GVU Cheb, Nakl. Arbor vitae, Řevnice, ISBN 978-80-7467-025-1 (Arbor vitae), ISBN 978-80-85050-99-8 (OGL)
- Habán I, 2012, Fenomén německo-českého výtvarného umění 20. století (Die Pilger, Junge Kunst, Prager Secession. Pražská scéna a paralelní centra německy hovořících umělců v meziválečném Československu, Disertační práce, SDU, FF MUNI, Brno
- Mezery v historii 1890 - 1938, Polemický duch Střední Evropy - Němci, Židé, Češi, 1994, Janištinová Jirková A a kol., kat. 141 s., GHMP, ISBN 80-7010-030-3